# جوني ميندوزا
جوني ميندوزا (بالإسبانية: Jonny Mendoza)‏ (مواليد 8 يوليو 1983) هو ملاكم فنزويلي، مثّل بلاده في الألعاب الأولمبية الصيفية 2004.

## روابط خارجية
جوني ميندوزا على موقع أوليمبيديا (الإنجليزية)